# ألبرت بيري (سياسي)
ألبرت بيري (بالإنجليزية: Ebenezer Perry)‏ هو سياسي كندي، ولد في 29 سبتمبر 1788، وتوفي في 1 مايو 1876. انتخب عضو مجلس الشيوخ الكندي.